# Рубіна Діна Іллівна
Ді́на Іллі́вна Ру́біна (нар. 19 вересня 1953, Ташкент, Узбецька РСР) — ізраїльська письменниця і кіносценарист, яка пише російською мовою.
Член Спілки письменників Узбецької РСР (1978), Спілки письменників СРСР (1979), міжнародного ПЕН-клубу, Спілки російськомовних письменників Ізраїлю (1990).

## Біографія
Народилася 19 вересня 1953 року в Ташкенті в сім'ї художника Іллі Давидовича Рубіна (родом з Харкова) і вчительки історії Ріти Олександрівни Рубіної (уродженої Жуковської, родом з Полтави). Мати евакуювалася в Ташкент у сімнадцять років під час війни, тато, повернувшись з фронту після демобілізації, оселився у батьків в Ташкенті. Діну Рубіну назвали на честь Діни Дурбін — американської кіноактриси, зірки Голлівуду 1940-х років.
Закінчила спеціалізовану музичну школу імені В. А. Успенського при ташкентській консерваторії. Враження від школи увійшли до збірки повістей та оповідань «Уроки музики».
У 1977 році Рубіна закінчила ташкентську консерваторію, викладала в Інституті культури в Ташкенті.
З Ташкентом 1940-х — 1960-х років тісно пов'язані сюжет і життя героїв її роману «На сонячному боці вулиці».
Перші юнацькі твори Діни Рубіної були опубліковані на сторінках журналу «Юность». Перше оповідання сімнадцятирічної письменниці, надруковане в журналі, називалося «Неспокійна натура» і було опубліковане в 1971 році в розділі журналу «Зелений портфель». Літературну популярність Діні Рубіної принесла публікація в 1977 році повісті «Коли ж піде сніг?..». У ній дівчинка зустрічає свою любов напередодні смертельно небезпечної операції. За цим твором був знятий фільм, поставлені теле- і радіовистава написана п'єса, яка багато років йшла на сцені Московського ТЮГу. У тому ж році, у віці 24 років, вона стала членом Спілки письменників УзССР — на той момент наймолодшим в країні членом подібних організацій. У 1979 році стала членом спілки письменників СРСР.
На зйомках фільму «Наш онук працює в міліції» за повістю «Завтра, як зазвичай» письменниця познайомилася зі своїм другим чоловіком, і поїхала з ним до Москви. Фільм вийшов невдалим, але після нього Діна Рубіна написала одну з кращих своїх речей «Камера наїжджає». У Москві письменниця жила і працювала до від'їзду на постійне місце проживання до Ізраїлю в кінці 1990 року.
Після переїзду до Ізраїлю працювала літературним редактором в щотижневому літературному додатку «П'ятниця» до російськомовної газети «Наша страна».
У ці роки роботи Рубіної починають публікувати російські журнали «Новый мир», «Знамя», «Дружба народов».
У 2001—2003 працювала у Москві на посаді керівника культурних програм Єврейського агентства (Сохнут).
Довгий час Діна Рубіна жила в місті Маалє-Адумім, описаному в деяких її творах. В даний час проживає в місті Мевасерет-Ціон.
Рубіна стала автором трьох варіантів «Тотального диктанта», який відбувся в 2013 році.
3—4 жовтня 2014 року Діна Іллівна взяла участь у театралізованих онлайн-читаннях «Каренина. Живое издание».

## Сім'я
- Син — Дмитро (нар. 1976, від першого шлюбу у 1973—1978 роках). Другий чоловік (з 1984 року) — художник Борис Карафелов, постійний ілюстратор її творів. Дочка — Єва Гасснер (нар. 1986). Сестра — Віра Рубіна, скрипалька і музичний педагог у Бостоні.

## Літературні нагороди
- Премія Міністерства культури Узбекистану за п'єсу «Чудова дойра» для театру музичної комедії, написану нею спільно з поетом Рудольфом Баринським в кінці 1970-х років XX століття в Ташкенті, за мотивами узбецьких народних казок.
- Премія імені Ар'є Дульчина (Ізраїль) за книгу «Один інтелігент всівся на дорозі».
- Премія Спілки письменників Ізраїлю за роман «Ось йде Месія!».
- Російська премія «Велика книга» за 2007 рік за роман «На сонячному боці вулиці».
- березень 2008 — премія Благодійного фонду Олега Табакова за оповідання «Адам і Мірьям», опублікований в журналі «Дружба народов», № 7, 2007 рік.
- квітень 2009 — премія «Портал», кращий фантастичний твір (велика форма) за роман «Почерк Леонардо».

## Твори

### Романи

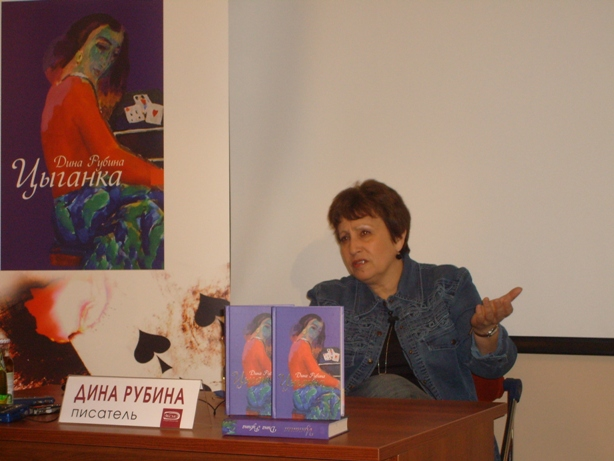
Діна Рубіна на презентації збірника «Циганка», Москва, Дім російського зарубіжжя, 13 вересня 2007

- 1996 — «Ось йде Месія!»
- 1998 — «Останній кабан з лісів Понтеведра»
- 2004 — «Синдикат», роман-комікс[8][9]
- 2006 — «На сонячному боці вулиці» (чотири наклади).
- 2008 — «Почерк Леонардо»
- 2009 — «Біла голубка Кордови»
- 2010 — «Синдром Петрушки»
- 2014 — Цикл «Руська канарейка»
  - «Желтухін»
  - «Голос»
  - «Блудний син»
- 2017 — «Бабий вітер»
- 2018 — «Наполеонів обоз». Кн. 1, «Горобиновий клин»
- 2019 — «Наполеонів обоз». Кн. 2, «Білі коні»
- 2019 — «Наполеонів обоз». Кн. 3, «Ангельский ріжок»
- 2019 — «Вавилонський район безрозмірного міста»

## Фільми по творах Діни Рубіної
- 1979 — Коли ж піде сніг?
- 1984 — Наш онук працює в міліції
- 2004 — На Верхній Масловці
- 2006 — Подвійне прізвище
- 2009 — Любка
- 2011 — На сонячному боці вулиці
- 2014 — Короткометражний фільм «Кінець епохи»
- 2015 — Синдром Петрушки